# Liste der Kulturdenkmäler in Borler
In der Liste der Kulturdenkmäler in Borler sind alle Kulturdenkmäler der rheinland-pfälzischen Ortsgemeinde Borler aufgeführt. Grundlage ist die Denkmalliste des Landes Rheinland-Pfalz (Stand: 17. Juli 2023).

## Einzeldenkmäler
| Bezeichnung                           | Lage                                         | Baujahr                            | Beschreibung | Bild                           |
| ------------------------------------- | -------------------------------------------- | ---------------------------------- | --- | ------------------------------ |
| Haus Schöfer                          | Hauptstraße 1 Lage                           | 18. oder 19. Jahrhundert           | Fachwerkhaus, 18. oder 19. Jahrhundert, Kniestock im 20. Jahrhundert erhöht | Fotos hochladen                |
| Katholische Filialkirche St. Leonhard | Hauptstraße 3 Lage                           | 1752/53                            | Saalbau, 1752/53 | weitere Bilder Fotos hochladen |
| Wegekreuz                             | Hauptstraße, vor Nr. 3 Lage                  | 1790                               | Schaftkreuz, bezeichnet 1790 | weitere Bilder Fotos hochladen |
| Kriegerdenkmal                        | Hauptstraße, vor Nr. 3 Lage                  | 1920er Jahre                       | Kriegerdenkmal 1914/18, hohe Stele, 1920er Jahre, nach 1945 ergänzt | Fotos hochladen                |
| Haus Mone                             | Hauptstraße 10 Lage                          | zweite Hälfte des 18. Jahrhunderts | Fachwerkhaus, teilweise massiv, Krüppelwalmdach, zweite Hälfte des 18. Jahrhunderts | Fotos hochladen                |
| Ettenhof                              | Kapellenweg 3 Lage                           | 1825                               | Krüppelwalmdachbau, angeblich von 1825 | Fotos hochladen                |
| Heyerbergkapelle                      | südwestlich des Ortes auf dem Heyerberg Lage | 1874/75                            | auch Borler Kapelle; Saalbau, 1874/75; 13 Kreuzwegstationen, angeblich von 1878; am Weg von der K 86 zur Kapelle: sechs kleine Basaltkreuze, bezeichnet 1761, 1756, 1699, 1779, 1699, 1788 | weitere Bilder Fotos hochladen |

## Ehemalige Kulturdenkmäler
| Bezeichnung  | Lage             | Baujahr | Beschreibung                                                        | Bild            |
| ------------ | ---------------- | ------- | ------------------------------------------------------------------- | --------------- |
| Haus Redesch | Bachgasse 3 Lage |         | kleines Fachwerkhaus, teilweise verputzt; aus Denkmalliste gelöscht | Fotos hochladen |